# Густав Адолф фон Малтцан
Густав Адолф фон Малтцан (на немски: Gustav Adolf von Maltzan; * 1 август 1698 в Гюстров, Мекленбург-Шверин; † 29 октомври 1766 в Шарпцов, днес част от Малхин в Мекленбург-Предна Померания) е благородник от стария род Молтцан/Малтцан от Мекленбург-Предна Померания.
Той е син на Карл Густав I фон Малтцан (1663 – 1713) и съпругата му София Хедвиг фон Мекленбург (1673 – 1746), внучка на херцог Йохан Албрехт II фон Мекленбург-Гюстров (1590 – 1636), дъщеря на съветника в Шверин и княжески мекленбургски хауптман Георг фон Мекленбург († 1675) и втората му съпруга Хедвиг Маргарета фон Ловтцов († 1738). Сестра му Хедвиг Маргарета фон Малтцан (1703 – сл. 1745) е омъжена на 16 февруари 1725 г. в Даргун за Фридрих Вилхелм фон Халберщат (1694 – 1751).
Вторият му син Август фон Малтцан (1730 – 1786) е издигнат на фрайхер.

## Фамилия
Густав Адолф фон Малтцан се жени 1729 г. за Кристиана Мария фон Грабов (* 22 януари 1695, Гюстров; 9 януари 1767, Тешов), дъщеря на Виктор фон Грабов († 1707) и леля му Густава Магдалена фон Мекленбург († 1703), сестра на майка му, дъщеря на съветника в Шверин и княжески мекленбургски хауптман Георг фон Мекленбург († 1675) и втората му съпруга Хедвиг Маргарета фон Ловтцов († 1738).. Те имат два сина и дъщеря:
- Карл Густав II фон Малтцан (* 19 август 1735; † 7 януари 1818), женен за Катарина Луиза фон Бюлов (* 21 юни 1747; † 26 юни 1800); имат два сина
- Август фон Малтцан (* 11 януари 1730, Тешов; † 3 ноември 1786, Заров), фрайхер, женен на 21 септември 1753 г. в	Барт за Луция Хедвиг фон Олденбург (* 16 април 1733, Кьотел; † 9 април 1807, Барт); имат син
- Густава Магдалена фон Малтцан, омъжена за Дитрих Кристоф Густав фон Малтцан (* 16 септември 1726; † 18 декември 1775), син на Ханс Берндт II фон Малтцан (1687 – 1747) и Мария София фон Валдов (1696 – 1739); имат син